# Isaac van Geelkerck

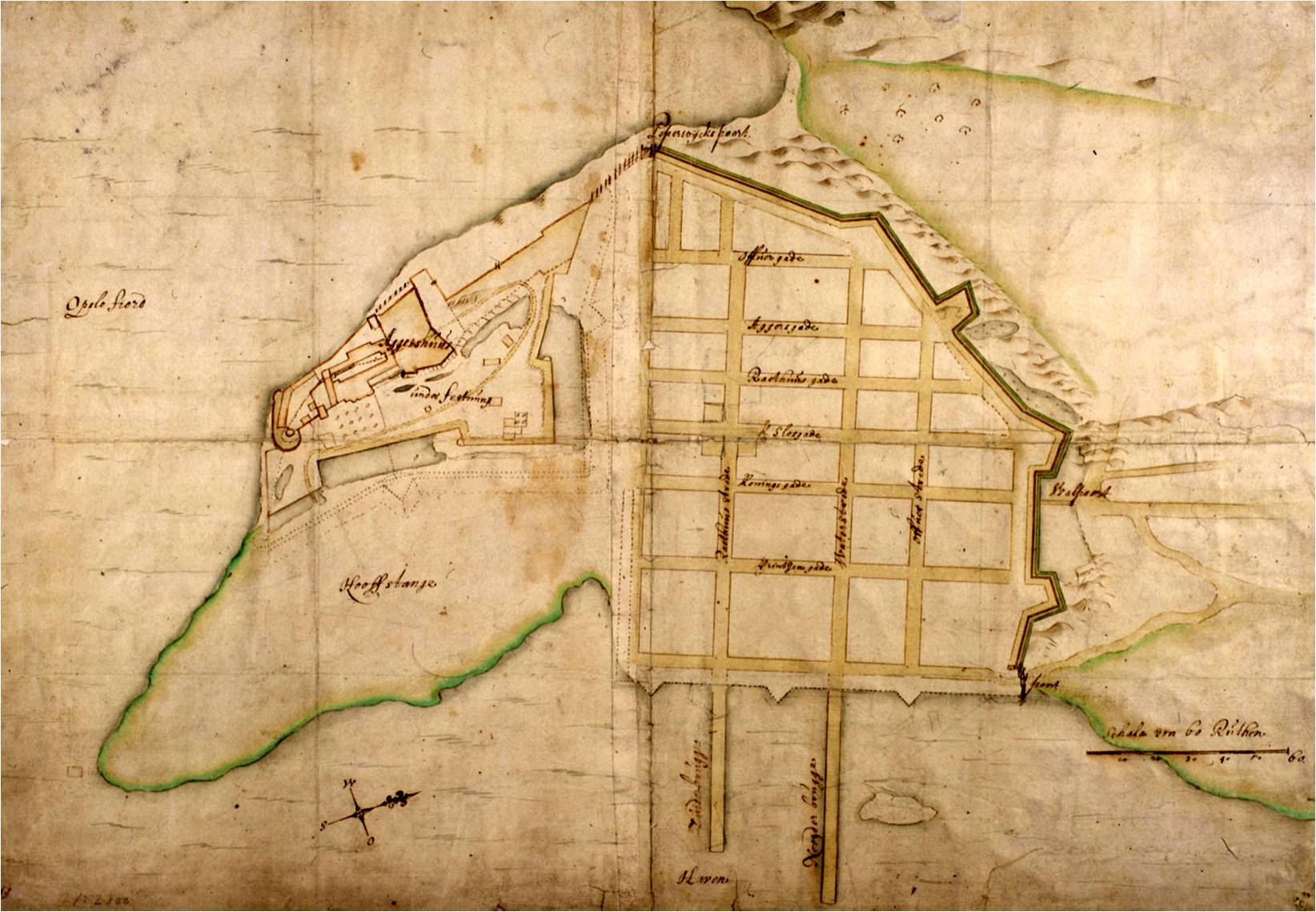
Karta över Oslo av Geelkerck.

Isaac van Geelkerck var en holländsk arkitekt verksam på 1600-talet i Norge. van Geelkerck är känd för stadsplanering och fortifikationsarbeten. Han utformade stadsplaner bland annat för Fredrikstad och Marstrand. van Geelkerck ledde genomgripande förändringsarbeten på Akershus fästning. 